# Alban Dold
Alban Dold OSB (* 7. Juli 1882 in Villingen im Schwarzwald als Erich Dold; † 27. September 1960 in Munderkingen) war ein deutscher Benediktiner. Bekannt wurde er als Liturgiewissenschaftler, Paläograph und Palimpsestforscher.

## Leben
Erich Dold wurde als eines von acht Kindern des Tuchfabrikanten Heinrich Dold und seiner Ehefrau Leopoldine, geb. Ruff, geboren. Er besuchte Gymnasien in Villingen, in Freiburg im Breisgau und in der Benediktinerabtei Seckau. 1902 trat er in die Erzabtei Beuron ein und nahm den Ordensnamen Alban an. Hier studierte er Theologie, in der Abtei Maria Laach Philosophie. 1908 wurde er zum Priester geweiht. Während des Ersten Weltkrieges war Dold von 1914 bis 1917 Feldgeistlicher an der Westfront.
1918 wurde Alban Dold zum Direktor des Palimpsestinstituts der Erzabtei in Beuron ernannt. Hier erforschte er alte Handschriften und entwickelte zu diesem Zweck Methoden, überschriebene Texte wieder lesbar zu machen. U.a. vervollkommnete er das von Raphael Kögel OSB erfundene, 1914 erstmals beschriebene Fluoreszenzverfahren zum Fotografieren von Handschriften. Er wurde zu einem „der ersten Fachleute für die Sichtbarmachung und Entzifferung gelöschter Schriften auf Pergament“. Sein wissenschaftliches Werk umfasst rund 100 Monographien und zahlreiche Aufsätze.

## Schriften (Auswahl)
- Ein vorhadrianisches gregorianisches Palimpsest-Sakramentar in Gold-Unzialschrift. Nebst Zugabe einer unbekannten Homilie über das kanaanäische Weib. Erzabtei Beuron, Beuron 1919
- Die Konstanzer Ritualientexte in ihrer Entwicklung von 1482-1721. Aschendorff, Münster 1923
- St. Galler und Zürcher vorhieronymianische ProphetenFragmente. Kunstschule der Erzabtei Beuron, Beuron 1923
- Zwei Bobbienser Palimpseste mit frühestem Vulgatatext aus Cod. Vat. Lat. 5763 und Cod. Carolin. Guelferbytanus. Anhang: Geschabte Paulustexte der 1. Hälfte des 7. Jahrhunderts mit einer gleichzeitigen unbekannten Liste paulinischer Leseabschnitte in einer Bobbienser Handschrift (Cod. Vat. Lat. 5755). Kunstschule der Erzabtei Beuron, Beuron 1931
- Neuentdeckte Blätter einer unbekannten Bibelhandschrift von Tours. In: Zentralblatt für Bibliothekswesen, Jg. 48, 1931, S. 169–176.
- Donaueschinger Fragmente eines mehrere Bücher umfassenden medizinischen Rezeptars. In: Sudhoffs Archiv für Geschichte der Medizin, Leipzig, Band 24, Heft 2, 1931, S. 205–219.
- Die Zürcher und Peterlinger Messbuch-Fragmente aus der Zeit der Jahrtausendwende im Bari-Schrifttyp mit eigenständiger Liturgie. Kunstschule der Erzabtei Beuron, Beuron 1934
- Das älteste Liturgiebuch der lateinischen Kirche. Ein altgallikanisches Lektionar des 5./6. Jahrhunderts aus dem Wolfenbütteler Palimpsest-Codex Weissenburgensis 76. Kunstschule der Erzabtei Beuron, Beuron 1936
- Umfangreiche Reste zweier Plenarmissalien des 11. und 12. Jahrhunderts aus Monte Cassino. Typis Polyglottis Vaticanis, Città del Vaticano 1939
- Vom Sakramentar, Comes und Capitulare zum Missale. Eine Studie über die Entstehungszeit des erstmals vollständig erschlossenen liturgischen Palimpsest-Texte in Unziale aus Codex 271 von Monte Cassino. Beuroner Kunstverlag, Beuron 1943
- Das Prager Sakramentar (Cod. O. 83, Fol. 1-120) der Bibliothek des Metropolitankapitels. Beuroner Kunstverlag, Beuron 1949
- Sursum corda. Hochgebete aus alten lateinischen Liturgien. Otto Müller Verlag, Salzburg 1954
- Zur ältesten Handschrift des Edictus Rothari, Urfassung des Langobardengesetzes. Zeit und Ort ihrer Entstehung. Kohlhammer, Stuttgart 1955
- Das Geheimnis einer byzantinischen Staatsurkunde aus dem Jahre 1351. Aus der Arbeit des Palimpsest-Instituts der Erzabtei Beuron. Beuroner Kunstverlag, Beuron 1958
- Das Sakramentar von Salzburg. Seinem Typus nach auf Grund der erhaltenen Fragmente rekonstruiert, in seinem Verhältnis zum Paduanum untersucht. Beuroner Kunstverlag, Beuron 1960
- Das irische Palimpsestsakramentar im CLM 14429 der Staatsbibliothek München. Beuroner Kunstverlag, Beuron 1964 (zusammen mit Leo Eizenhöfer)

## Ehrungen
- 1938 Ehrendoktorwürde der Katholischen Universität Freiburg (Schweiz)
- 1948 Ehrendoktorwürde der Eberhard Karls Universität Tübingen
- 1958 Ehrenbürgerschaft von Villingen, heute Villingen-Schwenningen
- 1960 Großes Bundesverdienstkreuz[6]
- Die Alban-Dold-Straße in Villingen-Schwenningen ist nach ihm benannt.